# اولگ گوروبیه
اولگ گوروبیه (روسی: Олег Горобий؛ زادهٔ ۲ ژوئیهٔ ۱۹۷۱) قایقران کایاک، و قایقران کانو اهل روسیه است.